# Dard
Dard, pseudonimo di Khwaja Mir (Delhi, 1719 – Delhi, 1785), è stato uno scrittore e poeta indiano, uno dei più importanti esponenti della letteratura urdu.

## Biografia
Il soprannome di questo apprezzato scrittore significa letteralmente 'dolore'.
Dard fu attivo a Delhi nel periodo della decadenza dell'Impero moghul, di professione ufficiale dell'esercito, si ritirò a vita di raccoglimento e di penitenza a trentanove anni, guidando per tutto il resto della sua vita un santuario.
Insieme a Mazhar, Mirza Sauda e Mir Taqi Mir, è considerato dai critici letterari e dagli storici, uno dei 'quattro pilastri' su cui si fondò la letteratura classica urdu settentrionale.
Dard ricevette una educazione religiosa nell'ambito dell'ambiente famigliare, dato che appartenne a un'illustre famiglia di tradizioni mistiche, e si dimostrò soprattutto un poeta mistico, non sempre di facile interpretazione, tanto che egli stesso scrisse un commentario delle sue opere.
Il suo Canzoniere urdu, è impreziosito da autentiche gemme, in particolar modo scritte nella forma della quartina (ruba'i), tipica della poesia mistica, contenente anche immagini erotiche.
Dard però scrisse anche in lingua persiana, lingua che esercitò una grande influenza sullo svolgimento dell'urdu. Tra queste opere si possono menzionare il Trattato delle esperienze (Risa-la-e varidat), La dignità del canto (Hurmat-i ghina), Il lamento di Dard (Nala-e Dard), Il sospiro disperato (Ab-i sard).
La vita di Dard si caratterizzò per lunghi raccoglimenti e meditazioni, e forse aderì anche ad una confraternita mistica, e fu confortata e allietata dalla poesia e dalla passione per la musica e per il canto.

## Opere
- Canzoniere in urdu;
- Trattato delle esperienze (Risa-la-e varidat);
- La dignità del canto (Hurmat-i ghina);
- Il lamento di Dard (Nala-e Dard);
- Il sospiro disperato (Ab-i sard).